# Atwood (månkrater)
För andra betydelser, se Atwood.
Atwood är en nedslagskrater på månen. Atwood har fått sitt namn efter matematikern och fysikern George Atwood.